# Anna Bernholm
Anna Bernholm (5 marzo 1991) è una judoka svedese.

## Palmares

### Vittorie nel circuito IJF
| Data            | Località  | Paese               | Categoria  |
| --------------- | --------- | ------------------- | ---------- |
| 27 ottobre 2017 | Abu Dhabi | Emirati Arabi Uniti | Grand Slam |
| 7 aprile 2018   | Antalya   | Turchia             | Grand Prix |